# Hipocoonte
Hipocoonte era o irmão mais velho de Tíndaro, sendo este filho de Ébalo, rei de Esparta, e de Gorgófona, filha de Perseu.
Segundo Pseudo-Apolodoro, ele era irmão de Tíndaro e Icário, e filho de Ébalo e da ninfa Bátia, mas em Pseudo-Apolodoro encontram-se várias versões alternativas sobre as relações de parentesco envolvendo Tíndaro e Ébalo.
Hipocoonte tinha vários filhos, Dorycleus, Scaeus, Enarophorus, Eutiches, Bucolus, Lycaethus, Tebrus, Hippothous, Eurytus, Hippocorystes, Alcinus e Alcon Diodoro Sículo diz que os filhos de Hipocoonte eram vinte, mas não dá seus nomes. Hipocoonte disputou a coroa com Tíndaro, e o expulsou do reino.
Quatro (segundo Ovídio) ou três (segundo Higino) dos filhos de Hipocoonte participaram da caçada ao javali calidônio. Segundo Higino, seus nomes eram Eneasimus, Alcon e  Leucippus.
Uma das versões do rapto de Helena por Teseu é que ela havia sido entregue por Tíndaro a Teseu, como guardião, porque Enarsphorus, filho de Hipocoonte, queria tomá-la à força quando ela era criança.
Oeonus, filho de Licymnius, irmão de Alcmena foi atacado pelo cão da casa de Hipocoonte, jogou uma pedra no cão, e foi morto pelos filhos de Hipocoonte.
Héracles, para vingar a morte do primo Oeonus, atacou Esparta, matando Hipocoonte e seus filhos, e restabeleceu Tíndaro no trono. Nesta guerra morreram Íficles, irmão de Héracles, Cefeu e seus vinte filhos, mas, segundo Diodoro Sículo, três dos vinte filhos de Cefeu sobreviveram.
Quando houve a invasão dos Heráclidas, o pretexto para o ataque contra Esparta foi que Héracles havia "emprestado" Esparta para Tíndaro.